# Cutry
|  | Per a altres significats, vegeu «Cutry (Aisne)». |

Cutry és un municipi francès al departament de Meurthe i Mosel·la i a la regió del Gran Est. L'any 2007 tenia 920 habitants.

## Demografia

### Població
El 2007 la població de fet de Cutry era de 920 persones. Hi havia 368 famílies, de les quals 76 eren unipersonals (40 homes vivint sols i 36 dones vivint soles), 148 parelles sense fills, 132 parelles amb fills i 12 famílies monoparentals amb fills.
La població ha evolucionat segons el següent gràfic:

### Habitatges
El 2007 hi havia 387 habitatges, 369 eren l'habitatge principal de la família, 1 era una segona residència i 17 estaven desocupats. 361 eren cases i 21 eren apartaments. Dels 369 habitatges principals, 330 estaven ocupats pels seus propietaris, 35 estaven llogats i ocupats pels llogaters i 4 estaven cedits a títol gratuït; 3 tenien una cambra, 7 en tenien dues, 18 en tenien tres, 84 en tenien quatre i 257 en tenien cinc o més. 305 habitatges disposaven pel capbaix d'una plaça de pàrquing. A 149 habitatges hi havia un automòbil i a 182 n'hi havia dos o més.

### Piràmide de població
La piràmide de població per edats i sexe el 2009 era:
| Homes | Edats   | Dones |
| ----- | ------- | ----- |
| 0     | 95 o +  | 0     |
| 0     | 90 a 94 | 0     |
| 4     | 85 a 89 | 4     |
| 8     | 80 a 84 | 0     |
| 8     | 75 a 79 | 12    |
| 24    | 70 a 74 | 16    |
| 44    | 65 a 69 | 44    |
| 32    | 60 a 64 | 32    |
| 20    | 55 a 59 | 28    |
| 20    | 50 a 54 | 36    |
| 32    | 45 a 49 | 16    |
| 36    | 40 a 44 | 36    |
| 52    | 35 a 39 | 28    |
| 16    | 30 a 34 | 40    |
| 28    | 25 a 29 | 28    |
| 24    | 20 a 24 | 12    |
| 20    | 15 a 19 | 20    |
| 40    | 10 a 14 | 24    |
| 24    | 5 a 9   | 36    |
| 28    | 0 a 4   | 32    |

## Economia
El 2007 la població en edat de treballar era de 573 persones, 411 eren actives i 162 eren inactives. De les 411 persones actives 389 estaven ocupades (216 homes i 173 dones) i 22 estaven aturades (11 homes i 11 dones). De les 162 persones inactives 51 estaven jubilades, 54 estaven estudiant i 57 estaven classificades com a «altres inactius».

### Ingressos
El 2009 a Cutry hi havia 379 unitats fiscals que integraven 984,5 persones, la mediana anual d'ingressos fiscals per persona era de 19.921 €.

### Activitats econòmiques
Dels 13 establiments que hi havia el 2007, 2 eren d'empreses de fabricació d'altres productes industrials, 3 d'empreses de construcció, 3 d'empreses de comerç i reparació d'automòbils, 1 d'una empresa financera, 1 d'una entitat de l'administració pública i 3 d'empreses classificades com a «altres activitats de serveis».
Dels 4 establiments de servei als particulars que hi havia el 2009, 2 eren lampisteries, 1 electricista i 1 perruqueria.
Dels 2 establiments comercials que hi havia el 2009, 1 era una botiga de més de 120 m² i 1 una fleca.
L'any 2000 a Cutry hi havia 7 explotacions agrícoles.

## Equipaments sanitaris i escolars
El 2009 hi havia una escola elemental.

## Poblacions properes
El següent diagrama mostra les poblacions més properes.